# Allantodia wheeleri
Allantodia wheeleri là một loài thực vật có mạch trong họ Woodsiaceae. Loài này được (Baker) Ching mô tả khoa học đầu tiên năm 1964.